# Букановское сельское поселение
Бука́новское се́льское поселе́ние — муниципальное образование в составе Кумылженского района Волгоградской области.
Административный центр — станица Букановская.

## История
Букановское сельское поселение образовано 14 февраля 2005 года в соответствии с Законом Волгоградской области № 1006-ОД.

## Население
| 2010  | 2012  | 2013  | 2014  | 2015  | 2016  | 2017  |
| ----- | ----- | ----- | ----- | ----- | ----- | ----- |
| 1323  | ↘1314 | ↘1296 | ↘1250 | ↘1207 | ↘1165 | ↘1148 |
| 2018  | 2019  | 2020  | 2021  |       |       |       |
| ↘1110 | ↘1079 | ↘1073 | ↘1043 |       |       |       |

## Состав сельского поселения
| № | Населённый пункт       | Тип населённого пункта          | Население |
| - | ---------------------- | ------------------------------- | --------- |
| 1 | Андреяновский          | хутор                           | 6         |
| 2 | Беленький              | хутор                           | 23        |
| 3 | Букановская            | станица, административный центр | 953       |
| 4 | Букановское Заготзерно | посёлок                         | 77        |
| 5 | Еланский               | хутор                           | 39        |
| 6 | Заольховский           | хутор                           | 146       |
| 7 | Заталовский            | хутор                           | 59        |
| 8 | Митькин                | хутор                           | 20        |
| 9 | Ожогин                 | хутор                           | 0         |

## Местное самоуправление
Глава — Кошелева Елена Александровна
Телефон/факс: (84462) 6-51-47
Адрес администрации: 403424, Волгоградская область, Кумылженский район, ст. Букановская, ул. Мира, 32.
e-mail: bykanovka@rambler.ru

## Известные люди
- Попов, Харитон Иванович (1834—1925) — русский историк и благотворитель.